# Zheng Chen
Zheng Chen, född 4 januari 1965, är en friidrottare från Kina. Han deltog vid olympiska sommarspelen 1988.